# Ananca despaignei
Ananca despaignei är en skalbaggsart som först beskrevs av Maurice Pic 1934.  Ananca despaignei ingår i släktet Ananca och familjen blombaggar. Inga underarter finns listade i Catalogue of Life.